# Girolamo Rusticucci
Girolamo Rusticucci (Cartoceto, janeiro de 1537 - Roma, 14 de junho de 1603) foi um cardeal urbinato da Igreja Católica, que serviu como cardeal-vigário de Sua Santidade para a Diocese de Roma e vice-decano do Colégio dos Cardeais.

## Biografia
Nasceu em Cartoceto, pequeno município perto de Fano, em janeiro de 1537, era filho do famoso jurisconsulto Ludovico Rusticucci e sua esposa, Diamante Leonardi. Perdeu os pais quando era criança. Seu irmão mais velho, Francesco, foi nomeado bispo de Venosa em 21 de agosto de 1566 e seus outros irmãos, Ludovico era capitão da guarda pontifícia e Bartolomeo, castellano de Ancona.
Empreendeu estudos humanísticos graças ao apoio financeiro de um parente cuja identidade não pode ser especificada de forma mais precisa. Então, ele se mudou para Roma para estudar direito civil e canônico.
Foi para Roma em 1557, entrou na corte do cardeal Michele Ghislieri, O.P., futuro Papa Pio V, e tornou-se seu secretário pessoal. Foi Protonotário apostólico e secretário de Estado, em 1566, após a eleição de seu protetor.
No secretariado de um papa fortemente centralizador como Pio V, Rusticucci certamente não tinha o poder de empreender iniciativas autônomas, mas simplesmente constituía o terminal de correspondência: núncios, legados, prelados, nobres italianos e europeus recorriam a ele para se comunicar com o pontífice. Nessas tarefas, ele se viu auxiliado primeiro pelo cardeal Jean de Reuman, falecido em 29 de abril de 1566, e depois pelo jovem sobrinho do pontífice, Michele Bonelli, O.P., criado cardeal em 6 de março de 1566 e logo se mostrou à altura da tarefa. No entanto, o pontífice convocou Rusticucci para fazê-lo assistir às suas conversas com os diplomatas acreditados na Cúria.
Foi criado cardeal-presbítero no consistório de 17 de maio de 1570, recebendo o chapéu vermelho e o título de Santa Susana, em 9 de junho seguinte.
Eleito bispo de Sinigaglia em 16 de junho de 1570, foi consagrado no domingo dia 26 de novembro, na Capela Sistina, Vaticano, pelo cardeal Marco Antonio Maffei, auxiliado por Francesco Rusticucci, bispo de Fano e seu irmão, e por Giuseppe Pamphilj, bispo de Segni.
Nomeado protetor da Ordem de Cister, ele também teve a abadia de Sassovivo perto de Foligno em comenda (1 de abril de 1572). A diocese de Senigallia era governada por vigários. A ausência de Roma do cardeal Bonelli, foi legado de junho de 1571 a abril de 1572 na França, na Espanha e em Portugal em uma legação que estimularia os soberanos daqueles reinos a ampliar o esforço contra os turcos, deixando Rusticucci sozinho no comando da secretaria. Ele não se desviou da normal administração. Em  31 de março de 1572, adquiriu o prédio inicial do Palazzo Rusticucci-Accoramboni.
Promoveu a instrução e educação do clero conforme os decretos do Concílio de Trento. Renunciou ao governo da diocese antes de 29 de novembro de 1577. Em 1581 e em 1584, foi nomeado governador de Bolsena, uma pequena cidade no norte do Lácio dependente diretamente da Santa Sé. Ele voltou a uma posição de destaque dentro da Cúria Romana com a eleição do Papa Sisto V em 24 de abril de 1585. O Papa, de fato pretendendo se conectar idealmente ao pontificado de Pio V, imediatamente chamou Rusticucci como chefe do secretariado. No entanto, o breve de nomeação mostrava que, como seu predecessor, o pontífice não o tornava uma espécie de primeiro-ministro com faculdade de iniciativa autônoma. Sisto V imaginou o secretário apenas como chefe do escritório que deveria receber correspondência de núncios, prelados e personagens particulares e preparar as respostas. Permaneceu neste cargo até 1587.
No ano seguinte, com a morte do cardeal Giacomo Savelli, foi nomeado cardeal-vigário da diocese de Roma. Ele colocou a moral do clero sob estrito controle; acesso limitado a igrejas à noite; reforçou as medidas de cercamento dos mosteiros femininos, negando que ali se realizassem espetáculos teatrais, mesmo de tema religioso. Com um decreto de 25 de setembro de 1599, proibiu a busca de relíquias nas catacumbas sem autorização prévia. Ele também supervisionou a instrução dos clérigos, a observância das normas litúrgicas, a condução ordenada das práticas devocionais.
Foi nomeado Camerlengo do Sagrado Colégio dos Cardeais em 8 de janeiro de 1590, sendo confirmado no cargo em 14 de fevereiro de 1592, exercendo o encargo até 1593. Optou pelo título de Santa Maria além do Tibre, em 18 de agosto de 1597. Tornou-se o cardeal protopresbítero. Optou pela ordem dos cardeais bispos e pela sé suburbicária de Albano, em 30 de março de 1598 e optou pela sé suburbicária de Sabina, em 21 de fevereiro de 1600. Por fim, optou pela sé suburbicária de Porto e Santa Rufina, em 19 de fevereiro de 1603, nesta oportunidade também se tornando vice-decano do Sacro Colégio dos Cardeais.
Morreu em Roma em 14 de junho de 1603, sendo sepultado em frente ao altar-mor da Santa Susanna alle Terme di Diocleziano,  por ele restaurada.

#### Conclaves
- Conclave de 1572 - participou da eleição do Papa Gregório XIII
- Conclave de 1585 - participou da eleição do Papa Sisto V
- Primeiro conclave de 1590 - participou da eleição do Papa Urbano VII
- Segundo conclave de 1590 - participou da eleição do Papa Gregório XIV
- Conclave de 1591 - participou da eleição do Papa Inocêncio IX
- Conclave de 1592 - participou da eleição do Papa Clemente VIII